# Entedononecremnus krauteri
Entedononecremnus krauteri is een vliesvleugelig insect uit de familie Eulophidae. De wetenschappelijke naam is voor het eerst geldig gepubliceerd in 1996 door Zolnerowich & Rose.